# Гнойниці (Цетинград)
45°08′ пн. ш. 15°40′ сх. д. / 45.13° пн. ш. 15.67° сх. д.
Гнойниці (хорв. Gnojnice) — населений пункт у Хорватії, у Карловацькій жупанії у складі громади Цетинград.

## Населення
Населення за даними перепису 2011 року становило 24 осіб.
Динаміка чисельності населення поселення: